# Antoine Bonnier d'Alco
Pour les articles homonymes, voir Bonnier.
Ange Elisabeth Louis Antoine Bonnier d'Alco, né le 29 septembre 1750 à Montpellier et mort assassiné le 28 avril 1799 à Rastatt, était un homme politique et un diplomate français.

## Biographie

### Président de la Cour des aides de Montpellier
Antoine Bonnier d'Alco est issu d'une famille de la bourgeoisie marchande et de la bourgeoisie de robe. Ses ancêtres s'enrichissent dans le domaine du foulage. Son père, Antoine Samuel Bonnier, est président à la Cour des aides de Montpellier. Sa mère, Élisabeth Plantier, est la fille de Daniel Plantier, conseiller à la Chambre des comptes du Languedoc. 
Bonnier d'Alco effectue des études de droit. Il obtient, en 1770 par dispense d'âge, la charge de paternelle de président à la Cour des aides de Montpellier. Il fréquent la loge maçonnique « Les Amis fidèles » où il se lie avec Jean-Jacques-Régis de Cambacérès et Pierre-Joseph Cambon, comme lui députés de l'Hérault à la Convention nationale. 
En 1788, il rédige les remontrances au roi contre les réformes proposées par Lamoignon de Malesherbes.

### Carrière politique

#### Président du district de Montpellier
Partisan des idées nouvelles, Bonnier est élu le 24 janvier 1790 au Conseil général de la commune de Montpellier. Puis il prend la présidence de l'administration de l'important district de Montpellier.

#### Député à la Législative
La France devient une monarchie constitutionnelle en application de la constitution du 3 septembre 1791.  
Le même mois, Antoine Bonnier d'Alco est élu député du département de l'Hérault, le quatrième sur neuf, à l'Assemblée nationale législative. 
Il siège sur les bancs de la gauche de l'hémicycle. Dès le 3 octobre 1791, il est reçu au club des Jacobins. Le 8 février 1792, il vote en faveur de la mise en accusation de Bertrand de Molleville, le ministre de la Marine. Le 9 avril, il vote pour que les soldats du régiment de Châteauvieux, qui s'étaient mutinés lors de l'affaire de Nancy, soient admis aux honneurs de la séance. Le 8 août, il vote en faveur de la mise en accusation du marquis de La Fayette.

#### A la Convention nationale
La monarchie prend fin à l'issue de la journée du 10 août 1792 : les bataillons de fédérés bretons et marseillais et les insurgés des faubourgs de Paris prennent le palais des Tuileries. Louis XVI est suspendu et incarcéré, avec la famille, à la tour du Temple.
En septembre 1792, Antoine Bonnier d'Alco est réélu député de l'Hérault, le deuxième sur neuf, à la Convention nationale. 

Il siège sur les bancs de la Montagne. Lors du procès de Louis XVI, il vote la mort, et rejette l'appel au peuple et le sursis à l'exécution, :  
D'après la nature du crime, et pour la sûreté de la République, je vote pour la peine de mort. 
Le 13 avril 1793, il est absent lors du scrutin sur la mise en accusation de Jean-Paul Marat. Le 28 mai, il vote contre le rétablissement de la Commission des Douze.  
Le 9 mars 1793, Antoine Bonnier d'Alco est envoyé en mission, aux côtés de Jean-Henri Voulland (député du Gard), dans les départements du Gard et de l'Hérault afin d'y accélérer le levée en masse.   

### Carrière diplomatique

#### Chef du Bureau diplomatique
En l'an IV (1795), Antoine Bonnier d'Alco n'est pas réélu député et entre, grâce à l'appui de Jean-François Rewbell, directeur, au Bureau diplomatique du Directoire.
En février 1796, il devient le chef de cet organisme et communique souvent directement avec Rewbell, en court-circuitant allègrement le ministre des Affaires étrangères Delacroix. Dans sa correspondance, Bonnier d'Alco fournit la plupart du temps au directeur des éléments à insérer dans la presse.
En septembre 1797 il fait partie avec Treilhard de la délégation chargée d'entamer des négociations à Lille avec le diplomate anglais Lord Malmesbury.

#### Le congrès de Rastadt
Le 17 octobre 1797, Bonnier est envoyé au congrès de Rastatt en compagnie de Treilhard, Claude Roberjot et bientôt Jean Debry. Leur objectif est de parvenir à un accord avec les princes allemands tout en contrecarrant les ambitions autrichiennes. Pendant toute la durée du congrès Bonnier sert d'informateur direct à Rewbell. En mai 1798, Treilhard ayant été élu au Directoire, il prend la présidence de la délégation française. En parallèle il est réélu député au Conseil des Anciens par l'Hérault, élection que le Conseil des Cinq-Cents tente d'invalider du fait de son statut de ministre plénipotentiaire.

#### Assassinat

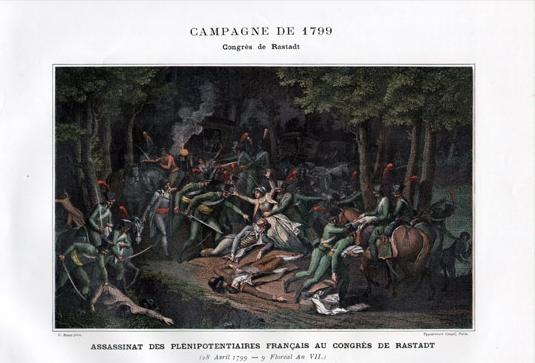
Assassinat des Plénipotentiaires Français à Rastadt (28 avril 1799). Typogravure originale de Boussod et Valadon d'après C. Monet, 1893.

En 1799, le congrès tourne à l'échec avec l'entrée de l'Autriche dans la Deuxième coalition. Sommés de quitter le congrès, les ambassadeurs français partent de Rastadt dans la nuit du 28 avril. Ils sont alors assaillis par des hussards autrichiens qui cherchent probablement à s'emparer de leurs documents. Bonnier d'Alco et Roberjot sont tués, tandis que Debry est grièvement blessé.
Bonnier d'Alco est inhumé à Rastadt. Sa mort et celle de Roberjot scandalisent les députés français qui leur votent toute une série d'honneurs posthumes. Son éloge est prononcée devant le Conseil des Anciens par Curée.

### Posterité
En avril 1911, le nom d'Antoine Bonnier ainsi que ceux de Jean Le Vacher, d'André Piolle, de Nicolas Hugon de Basville, de Claude Roberjot, de Victor Fontanier, de Jules Moulin, de Léon Herbin et de quatre autres diplomates français morts victimes du devoir, sont gravés sur une plaque en marbre noir inaugurée par Jean Cruppi et fixée dans le péristyle précédant le vestibule du bâtiment des archives au ministère des Affaires étrangères.
Une rue Bonnier d'Alco existe dans le centre ville de Montpellier.

## Œuvres
- Recherches historiques et politiques sur Malte (1798)